# Phthonosema sinicaria
Phthonosema sinicaria là một loài bướm đêm trong họ Geometridae.